# Антонюв (гміна Опочно)
Антонюв (пол. Antoniów) — село в Польщі, у гміні Опочно Опочинського повіту Лодзинського воєводства.
Населення — 152 особи (2011).
У 1975-1998 роках село належало до Пйотрковського воєводства.

## Демографія
Демографічна структура станом на 31 березня 2011 року:
|          | Загалом | Допрацездатний вік | Працездатний вік | Постпрацездатний вік |
| -------- | ------- | ------------------ | ---------------- | -------------------- |
| Чоловіки | 76      | 18                 | 49               | 9                    |
| Жінки    | 76      | 19                 | 37               | 20                   |
| Разом    | 152     | 37                 | 86               | 29                   |